# فطر لينغزي
لينجزي، غانوديرما سيتشواننس، المعروف أيضًا باسم الريشي أو غانوديرما لينجزي هو فطر مسام («فطر قوسي») موطنه شرق آسيا وينتمي إلى جنس غانوديرما.
إن غطاءها ذو اللون البني المحمر، والملمّع، والذي على شكل كلية مع خطوط وجذع مدمج على المحيط يمنحها مظهرًا مميزًا يشبه المروحة. عندما يكون طازجًا، يكون اللينجزي طريًا، يشبه الفلين، ومسطحًا. يفتقر إلى الخياشيم على جانبه السفلي، ويطلق بدلاً من ذلك أبواغه عبر مسام دقيقة (80-120 ميكرومتر) بألوان صفراء.
في الطبيعة، ينمو في قواعد وجذوع الأشجار المتساقطة الأوراق ، وخاصة أشجار القيقب. من بين كل 10 آلاف شجرة من هذا النوع، لا يوجد سوى اثنتين أو ثلاث من هذه الأشجار سيكون لها نمو لينجزي، وبالتالي فإن شكلها البري نادر. يمكن زراعة لينجزي على جذوع الأشجار الصلبة، أو نشارة الخشب، أو رقائق الخشب.
يستخدم فطر لينجزي في الطب الصيني التقليدي. لا توجد أدلة كافية تشير إلى أن تناول فطر الجانوديرما بأي شكل من الأشكال له أي تأثير على صحة الإنسان أو الأمراض.

## التصنيف
لينجزي، المعروف أيضًا باسم الريشي من نطقه الياباني، هو «فطر الخلود» القديم، والذي كان موضع تبجيل لأكثر من 2000 عام (مع بعض الأدلة التي تشير إلى استخدامه في الصين في العصر الحجري الحديث منذ 6800 عام). ومع ذلك، اعتبارًا من عام 2023، هناك نقاش مستمر حول أي نوع من أنواع الغانوديرما الموصوفة هو فطر لينجزي الحقيقي. ومن المرجح أيضًا أن بعض الأنواع المماثلة من الغانوديرما كانت تعتبر قابلة للتبادل.
في الأدبيات العلمية، يشار إلى فطر لينجزي بشكل غامض باسم:
- غانوديرما سيتشواننس - الاسم المقبول حاليًا، والذي وصفه تشاو وتشانج (1983).[8]
- غانوديرما لينجزي - وصفه كاو وآخرون (2012)[2] بأنه نوع جديد قد يكون الأنسب للتعريفات التقليدية لفطر لينجزي. ومع ذلك، وجد Du et al. (2023)[1] أنه نفس النوع مثل G. sichuanense ، لذلك يتعامل معه الآن كمرادف لاحق.
- غانوديرما لوسيدوم - النوع من غانوديرما وصف لأول مرة في عام 1781 من قبل كورتيس باسم بوليتوس لوسيدوس بناءً على المجموعات الأوروبية. في عام 1881، عينه كارست كنوع من جنسه الجديد جانوديرما، باسم غانوديرما لوسيدوم . استخدمت الأدبيات المبكرة G. lucidum للمجموعات من الصين، ولكن إثبت لاحقًا أن السكان الآسيويين متميزون عن الأوروبيين، سواء من الناحية الشكلية أو التطورية.[9][1] نظرًا لأن فطر لينجزي متجذر بقوة في الثقافة، فإن الاسم القديم لا يزال قائماً، على الرغم من أنه من الثابت أن فطر لينجزي هو G. سيتشواننسي و ج. lucidum هي أنواع مميزة. وهذا يؤدي إلى الكثير من الارتباك في الثقافة، وكذلك في المجتمع العلمي، عند محاولة تدوين ووصف استخداماته الطبية.

أحد المصادر المستخدمة لحل مهمة تحديد فطر لينجزي التقليدي هو كتاب الأعشاب الصيني الذي يعود تاريخه إلى القرن السادس عشر، بنتساو كانغمو (1578). هناك، استخدمت عدد من أنواع الفطر المختلفة التي تشبه فطر لينجزي، والتي حددت حسب اللون، لأغراض مختلفة. لا يمكن ربط الأنواع الحالية الدقيقة بهذه اللينجزي القديمة على وجه اليقين، ولكن وفقًا لداي وآخرون (2017)، بالإضافة إلى باحثين آخرين، واستنادًا إلى العمل الجزيئي، فإن اللينجزي الأحمر من المرجح أن يكون غانوديرما سيتشوانينس.
يعتبر Ganoderma sichuanense من أكثر الأنواع انتشارًا في متاجر الأعشاب الصينية اليوم، وتزرع الأجسام الثمرية على نطاق واسع في الصين وشحنها إلى العديد من البلدان الأخرى. يُباع في بعض المتاجر أيضًا حوالي 7 إلى 10 أنواع أخرى من الغانوديرما، لكن لها أسماء صينية ولاتينية مختلفة، وتعتبر مختلفة في نشاطها ووظائفها. تعتمد الاختلافات على تركيزات التربينات الثلاثية مثل حمض الجانوديريك ومشتقاته، والتي تختلف على نطاق واسع بين الأنواع. لا يزال البحث جاريًا حول هذا الجنس، ولكن نشر عدد من التحليلات التطورية الحديثة في السنوات الأخيرة.

### التسمية
كان بيتر أدولف كارستن أول من وصف جنس غانوديرما في عام 1881. وقد أطلق على نوعه فطر أوروبي اسمه Boletus lucidus، وهو من تأليف عالم النبات الإنجليزي ويليام كيرتس في عام 1781. منذ ذلك الحين، وصفت العديد من الأنواع الأخرى من الغانوديرما .
الأسماء النباتية لللينجزي لها جذور يونانية ولاتينية. الغانوديرما مشتق من الكلمة اليونانيةganos ( γανος ; ' ) derma (δερμα ;)اللقب المحدد، سيتشواننسي، يأتي من مقاطعة سيتشوان الصينية. الاسم الشائع، لينجزي.

### الأصناف
كان يُعتقد ذات يوم أن G. lingzhi يحدث عمومًا في شكلين للنمو: عينة كبيرة غير متحركة ذات ساق صغيرة أو غير موجودة، توجد في أمريكا الشمالية، وعينة أصغر ذات ساق طويلة ضيقة، توجد بشكل أساسي في المناطق الاستوائية. ومع ذلك، فقد حددت الأدلة الجزيئية الحديثة الشكل السابق، الذي لا ساق له، كنوع مميز يسمى G. sessile، وهو الاسم الذي أطلقه ويليام ألفونسو موريل على العينات الموجودة في أمريكا الشمالية في عام 1902.
تلعب الظروف البيئية دورًا كبيرًا في ظهور الخصائص المورفولوجية للينجزي. على سبيل المثال، تؤدي مستويات ثنائي أكسيد الكربون المرتفعة إلى استطالة الجذع في لينجزي. وتشمل التكوينات الأخرى قرونًا بدون غطاء، والتي قد تكون مرتبطة أيضًا بمستويات ثنائي أكسيد الكربون. العوامل الرئيسية الثلاثة التي تؤثر على شكل تطور الجسم الثمرى هي الضوء ودرجة الحرارة والرطوبة. في حين تلعب جودة الماء والهواء دورًا في شكل نمو جسم الفاكهة، إلا أنها تفعل ذلك بدرجة أقل.

## التوزيع والموئل
عثر على غانوديرما لينجزي في شرق آسيا حيث ينمو كطفيلي أو كائن حي متعايش على مجموعة متنوعة من الأشجار. يعتبر Ganoderma curtisii و G. ravenelii أقرب أقارب فطر لينجزي في أمريكا الشمالية. 

في البرية، ينمو نبات لينجزي في قاعدة وجذوع الأشجار المتساقطة الأوراق، وخاصة أشجار القيقب. من بين كل 10000 شجرة قديمة، سيكون هناك شجرتان أو ثلاث فقط ينمو فيها نبات لينجزي، وبالتالي فهو نادر للغاية في شكله الطبيعي. اليوم، يزرع لينجزي بفعالية على جذوع الأشجار الصلبة أو نشارة الخشب/رقائق الخشب.

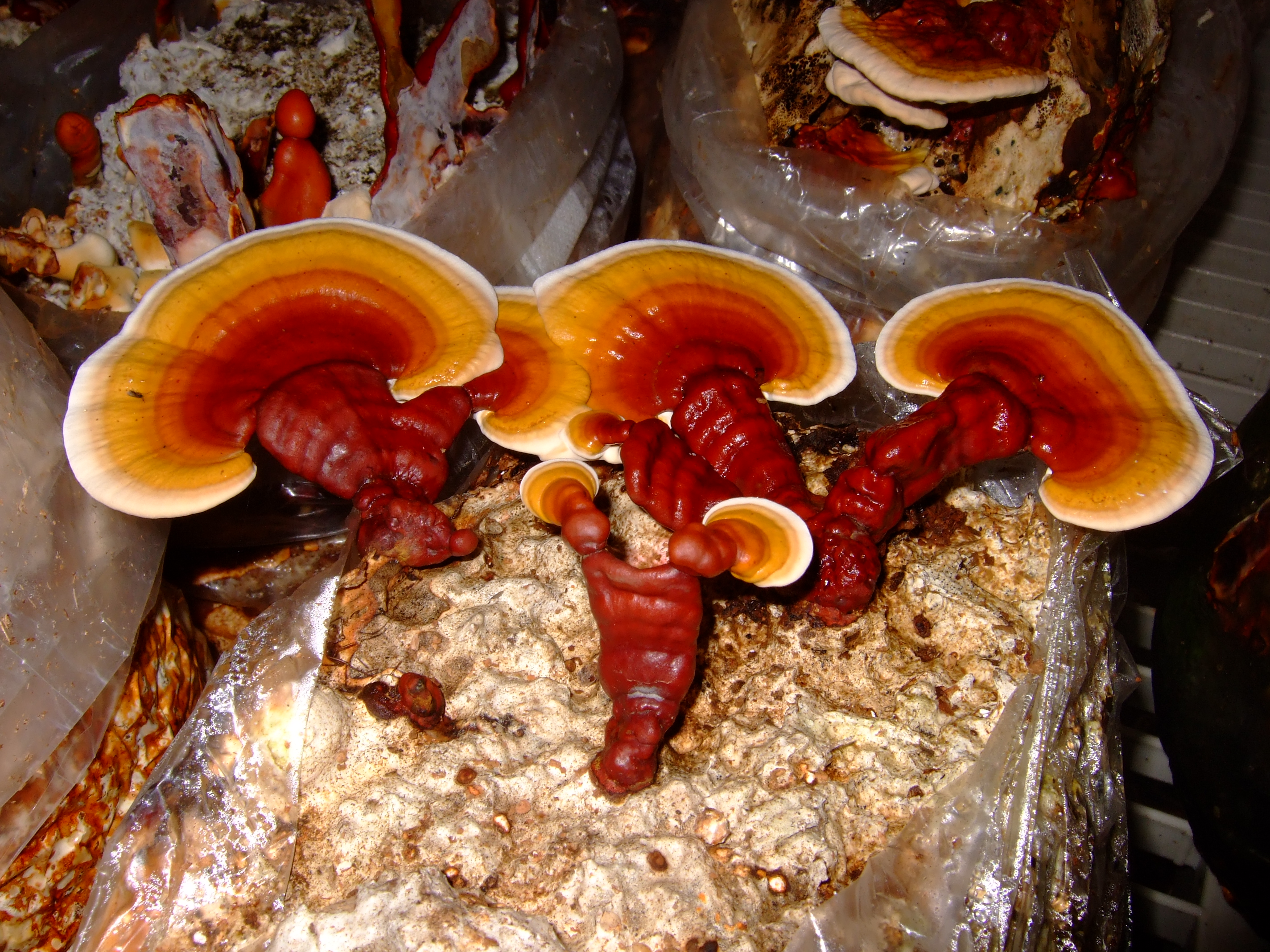
فطر لينجزي المزروع
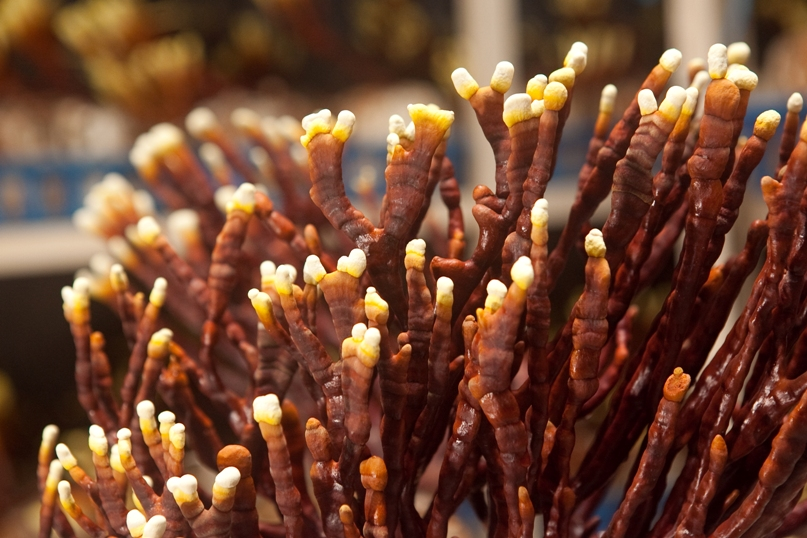
اعتمادًا على ظروف النمو، قد يشبه لينجزي قرون الغزال، بدون غطاء مظلة.

## الاستخدامات

### البحث السريري والكيمياء النباتية

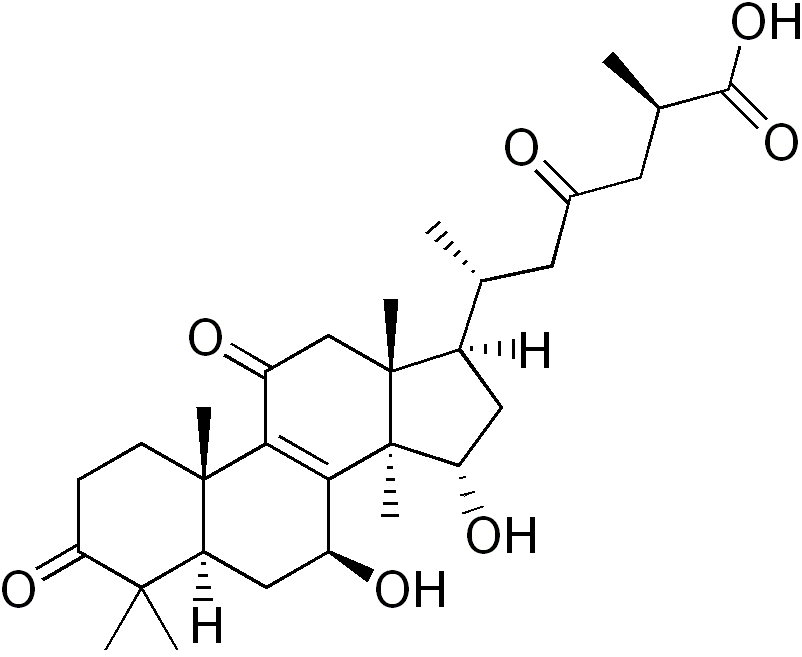
حمض الجانوديريك أ، وهو مركب معزول من نبات لينجزي

يحتوي غانوديرما لوسيدوم على مواد كيميائية نباتية متنوعة، بما في ذلك التربينات (أحماض جانوديريك)، والتي لها بنية جزيئية مماثلة لتلك الموجودة في الهرمونات الستيرويدية. ويحتوي أيضًا على مواد كيميائية نباتية موجودة في المواد الفطرية، بما في ذلك السكريات المتعددة (مثل بيتا جلوكان)، والكومارين، والمانيتول، والقلويدات. تشمل الستيرولات المعزولة من الفطر الجانوديرول، وحمض الجانوديرينيك، والجانوديريول، والجانوديرمانونتريول، واللوسيدايول، والجانوديرماديول. من المرجح أن الأنواع المختلفة من الغانوديرما التي تسمى لينجزي تختلف في مكوناتها الكيميائية، وأن الارتباك حول التسمية يجعل من الصعب تفسير الأدبيات الداعمة.
توصلت مراجعة قاعدة بيانات كوكرين لعام 2015 إلى عدم وجود أدلة كافية لتبرير استخدام G. lucidum كعلاج أولي للسرطان. وذكرت أن ج. قد يكون لـ G. lucidum «فائدة كبديل مكمل للعلاج التقليدي نظرًا لإمكاناته في تعزيز استجابة الورم وتحفيز مناعة المضيف.» لا تدعم الدراسات الحالية استخدام G. lucidum. لوسيدوم لعلاج عوامل الخطر لأمراض القلب والأوعية الدموية لدى الأشخاص المصابين بداء السكري من النوع 2.

### الطب الشعبي
بسبب مذاقها المر، يحضر لينجزي تقليديًا كمنتج مستخلص بالماء الساخن لاستخدامه في الطب الشعبي. تضاف شرائح رقيقة من اللينجزي (إما طازجة أو مجففة) إلى الماء المغلي ثم تخفض درجة الحرارة إلى درجة الغليان وتغطيتها وتركها لمدة ساعتين. ويكون السائل الناتج داكن اللون ومرير الطعم إلى حد ما. غالبًا ما يكون اللينجزي الأحمر أكثر مرارة من الأسود. تكرر العملية أحيانًا لزيادة التركيز. وبدلاً من ذلك، يمكن استخدامه كمكون في مغلي الصيغة، أو استخدامه لصنع مستخلص (في شكل سائل أو كبسولة أو مسحوق).

### استخدامات أخرى
يصنع ويباع لينجزي تجاريا. منذ أوائل سبعينيات القرن العشرين، قاموا بزراعة معظم أنواع لينجزي. ويمكن أن ينمو نبات لينجزي على ركائز مثل نشارة الخشب والحبوب وجذوع الخشب. بعد تكوين الجسم الثمرى، يحصد لينجزي عادة، وتجفيفه، وطحنه، ومعالجته في شكل أقراص أو كبسولات ليتناولوها مباشرة أو يحولوها إلى شاي أو حساء. تشمل منتجات لينجزي الأخرى فطريات أو جراثيم معالجة. يستخدم Lingzhi أيضًا في إنشاء لبنات الفطريات.

## الأهمية الثقافية
Chi Zhi (Ganoderma rubra) is bitter and balanced. It mainly treats binding in the chest, boosts the heart qi, supplements the center, sharpens the wits, and [causes people] not to forget [i.e., improves the memory]. Protracted taking may make the body light, prevent senility, and prolong life so as to make one an immortal. Its other name is Dan Zhi (Cinnabar Ganoderma). It grows in mountains and valleys.

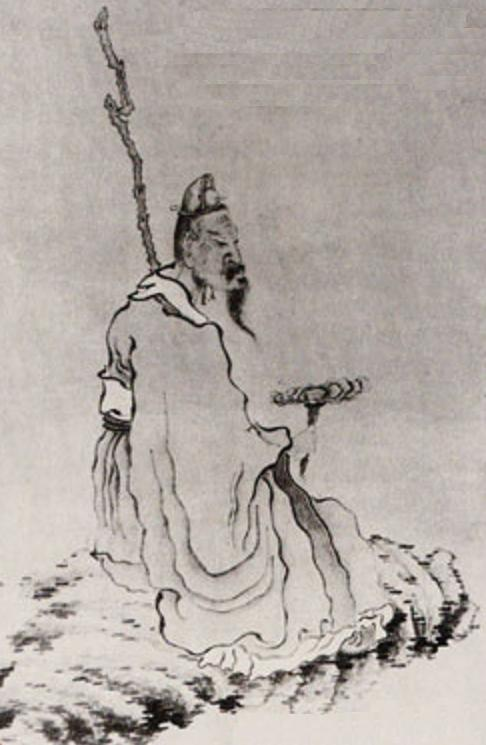
تاو يوان مينغ يحمل Lingzhi بواسطة Chen Hongshou

في سجلات Shiji (القرن الأول الميلادي من سيما تشيان)، كان الاستخدام الأولي للكلمات القريبة ذات الصلة المنفصلة (بالصينية: 芝) (بالصينية: 靈) وقد إثبت في قصائد الإمبراطور وو من هان. وفي وقت لاحق، في القرن الأول الميلادي، من خلال شعر بان جو، حدث أول مزيج من الأحرف靈芝معًا في كلمة واحدة، في قصيدة مخصصة للينجزي.
منذ العصور القديمة، كانت المعابد الطاوية تسمى «موطن الفطر» ووفقًا لتعاليمهم الصوفية، فإن استخدام الفطر الخشبي zhi (غانوديرما) أو lingzhi «فطر الأرواح»، وخاصة صنع مغلي مركّز منه ذو تأثير مهلوس، أعطى الأتباع الفرصة لرؤية الأرواح أو أن يصبحوا أرواحًا بأنفسهم من خلال تلقي الطاقة السحرية للخلود xians، الواقعة في «حقول النعمة» في «حقول الفطر» السماوية ( zhi tian.
في العمل الفلسفي Huainanzi، قيل أن فطر لينجزي هو تجسيد للنبلاء؛ حيث قام الشامان بتحضير مشروب مخدر منه.
كتاب Shennong bencao jing ( كتاب المزارع الإلهي الكلاسيكي في الصيدلة) من حوالي ق. 200–250 CE يصنف zhi إلى ست فئات لونية، يُعتقد أن كل منها تفيد qi، أو «قوة الحياة»، في جزء مختلف من الجسم: qingzhi (青芝; ') للكبد، chizhi (赤芝; ') للقلب، huangzhi (黃芝؛ ') للطحال، baizhi (白芝; ') للرئتين، heizhi (黑芝; ') للكلى، و zizhi (紫芝' للجوهر. يحدد المعلقون chizhi الأحمر، أو danzhi (丹芝؛ '، مثل لينجزي.
It positively affects the life-energy, or Qi of the heart, repairing the chest area and benefiting those with a knotted and tight chest.  Taken over a long period of time, the agility of the body will not cease, and the years are lengthened to those of the Immortal Fairies.
في الأطروحة الطاوية Baopuzi من جي هونغ، استخدم لينجزي للخلود.
يحتوي كتاب بنتساو كانغمو (1596) ( خلاصة وافية للمواد الطبية ) على Zhi (芝 ) فئة تتضمن ستة أنواع من zhi (تسمية الفطر الأخضر والأحمر والأصفر والأبيض والأسود والأرجواني من Shennong bencao jing بـ liuzhi (六芝؛ «ستة فطر») وستة عشر فطرًا آخر وفطرًا وأشنة، بما في ذلك مو'ير (木耳؛ «أذن خشبية»؛« فطر أذن السحابة»، Auricularia auricula-judae ). قام المؤلف لي سايجن بتصنيف هذه الأنواع الستة ذات الألوان المختلفة على أنها أعشاب الخلود (仙草؛ «أعشاب الخلود»)، ووصف تأثيرات أعشاب تشي تشي («الفطر الأحمر»):
芝 (Chih) is defined in the classics as the plant of immortality, and it is therefore always considered to be a felicitous one. It is said to absorb the earthy vapors and to leave a heavenly atmosphere. For this reason, it is called 靈芝 (Ling-chih.) It is large and of a branched form, and probably represents دبوسية (جنس) or Sparassis. Its form is likened to that of coral.
تصف الدراسة الكلاسيكية التي أجراها ستيوارت وسميث في علم الأعشاب الصيني الزهي.
 
لا يدرج بنكاو جانجمو لينجزي كنوع من تشي، ولكن كاسم بديل لـ شي'ير (石耳؛ «الأذن الحجرية»، Umbilicaria esculenta ). وفقا لستيوارت وسميث،
 
في الفن الصيني، يرمز لينجزي إلى الصحة العظيمة وطول العمر، كما هو موضح في المدينة المحرمة الإمبراطورية والقصر الصيفي. كان بمثابة تعويذة لجلب الحظ في الثقافة التقليدية في الصين، وتصور إلهة الشفاء غوانيين أحيانًا وهي تحمل فطر لينجزي.

#### الصينية
الاسم الصيني القديم لـ lingzhi靈芝تم تسجيله لأول مرة في عهد أسرة هان (206 ق.م - 9 م). في اللغة الصينية ، língzhī (靈芝) هو مركب. وهو يتألف من líng (靈); "الروح، الروحانية؛ النفس؛ المعجزة؛ المقدسة؛ الإلهية؛ الغامضة؛ الفعالة؛ الفعالة)" كما هو الحال، على سبيل المثال، في اسم معبد لينجيان في جينان ، و zhī (芝"نبات (تقليدي) طويل العمر؛ فطر؛ بذرة؛ فرع؛ فطر؛ زائدة"). يلاحظ فابريزيو بريجاديو ، "يشير مصطلح zhi ، الذي ليس له معادل في اللغات الغربية، إلى مجموعة متنوعة من المواد الفائقة الدنيوية التي غالبًا ما توصف بأنها نباتات أو فطريات أو "زوائد"".  يظهر Zhi في أسماء نباتات صينية أخرى، مثل zhīmá (芝麻 "السمسم" أو "البذرة"، وكان يستخدم قديمًا كحرف مستعار صوتي لـ zhǐ (芷 " أنجليكا إيريس"). يميز الصينيون أنواع الجانوديرما إلى chìzhī (赤芝 ; "الفطر الأحمر") G. lingzhi و zǐzhī (紫芝"الفطر الأرجواني" جانوديرما سينينس .
لينجزي لديه العديد من المرادفات . ومن بين هؤلاء، ruìcǎo (瑞草; "نبات ميمون") ( ruì瑞"ميمون؛ فأل سعيد" مع اللاحقة cǎo草"نبات؛ عشب") هو الأقدم؛ قاموس إيريا (حوالي القرن الثالث قبل الميلاد) يعرف xiú苬، تم تفسيرها على أنها خطأ في نسخ jūn (菌"الفطر" مثل zhī (芝 "؛ "فطر")، ويقول تعليق قوه بو (276-324)، "تزهر [ زي ] ثلاث مرات في عام واحد. إنه نبات [ رويكاو ] سعيد."  تشمل الأسماء الصينية الأخرى لغانوديرما ruìzhī (瑞芝 ; "الفطر الميمون")، shénzhī (神芝; "الفطر الإلهي"، مع شين ؛ "روح؛ إله خارق للطبيعة؛ إلهي")، mùlíngzhī (木靈芝) (مع "شجرة؛ خشب")، xiāncǎo (仙草"نبات الخلود"، مع شيان ؛ "(الطاوية) المتسامية؛ الخالدة؛ الساحر")، língzhīcǎo (靈芝草 ) أو zhīcǎo (芝草"نبات الفطر"
نظرًا لأن الكلمتين الصينيتين ling و zhi لهما معاني متعددة، فإن كلمة lingzhi لها ترجمات إنجليزية متنوعة. تتضمن الترجمات "[zhi] يمتلك قوة الروح"،  "عشب القوة الروحية" أو "فطر الخلود"،  "فطر مقدس"،  "فطر إلهي"،  "فطر إلهي"،  "فطر سحري"،  و"فطر رائع". 

#### إنجليزي
في اللغة الإنجليزية، lingzhi أو ling chih (تُكتب أحيانًا «ling chi»، باستخدام النسخ الصيني الفرنسي EFEO ) هي كلمة صينية مقترضة. ويشار إليه أيضًا باسم «الريشي»، وهو مستعار من اللغة اليابانية.
يقدم قاموس أوكسفورد الإنجليزي (OED) التعريف التالي، «الفطر غانوديرما لوسيدوم (في الواقع غانوديرما لينجزي (انظر غانوديرما لوسيدوم للمزيد من التفاصيل)، يُعتقد في الصين أنه يمنح طول العمر ويُستخدم كرمز لهذا على الأواني الخزفية الصينية.»،  ويحدد أصل الكلمة على أنه صيني: líng، «إلهي» + zhī، «فطر». وفقًا لقاموس أوكسفورد الإنجليزي، فإن أقدم استخدام مسجل لرومنة ويد-جيلز ling chih هو عام 1904، وللبينيين lingzhi هو عام 1980.
بالإضافة إلى الكلمات المستعارة المنقولة، تشمل الأسماء الإنجليزية «ganoderma اللامع» و«shiny polyporus».

#### اليابانية
الكلمة اليابانية reishi (霊芝) هي كلمة مقترضة من اللغة الصينية اليابانية مشتقة من الكلمة الصينية língzhī (灵芝) ;靈芝). إنه كانجي ياباني حديث،霊، هو shinjitai («شكل الحرف الجديد») من kyūjitai («شكل الحرف القديم») 靈. تنقسم المرادفات للريشي بين الاقتراضات الصينية اليابانية والعملات اليابانية الأصلية. تشمل الكلمات المستعارة الصينية مصطلحات أدبية مثل zuisō (瑞草, من ruìcǎo ; «نبتة ميمونة») sensō (仙草، من xiāncǎo ؛ «نبات الخلود»). يستخدم نظام الكتابة الياباني shi أو shiba (芝) لـ «العشب؛ الحديقة؛ العشب»، وخذ أو kinoko (茸) لـ «الفطر» (على سبيل المثال، شيتاكي ). الاسم الياباني الأصلي الشائع هو mannentake (万年茸«فطر عمره 10000 سنة» تشمل المصطلحات اليابانية الأخرى للريشي kadodetake (門出茸 ; «رحيل الفطر»)، hijiridake (聖茸; «فطر حكيم»)، و magoshakushi (孫杓子«مغرفة الحفيد»
الاسم الكوري، yeongji (Korean) مستعارة أيضًا من الكلمة الصينية língzhī (灵芝، وبالتالي فهي قريبة منها. ;靈芝). يُطلق عليه غالبًا اسم yeongjibeoseot ( 영지버섯 «فطر يونغجي» باللغة الكورية، مع إضافة الكلمة الأصلية beoseot ( 버섯 ) بمعنى «فطر». تشمل الأسماء الشائعة الأخرى bullocho ( 불로초 ; «عشب الإكسير») jicho ( 지초). وفقًا للون، يمكن تصنيف فطر يونغجي إلى jeokji ( 적지 ) لـ «الأحمر»، jaji ( 자지 ) لـ «الأرجواني»، heukji ( 흑지 ) لـ «الأسود»، cheongji ( 청지 ) لـ «الأزرق» أو «الأخضر»، baekji ( 백지 ) لـ «الأبيض»، و hwangji ( 황지 ) لـ «الأصفر». تنتج كوريا الجنوبية ما يزيد عن 25 ألف طن من الفطر سنويًا.

#### تايلاندي
الكلمة التايلاندية het lin chue ( เห็ดหลินจือ ) مركب من الكلمة الأصلية het ( เห็ด ) وتعني «فطر» والكلمة المستعارة หลินจือ lin chue ( ) من اللغة الصينية língzhī (灵芝;靈芝).

#### الفيتنامية
الكلمة الفيتنامية linh chi هي كلمة مقترضة من اللغة الصينية. يستخدم غالبًا مع nấm، الكلمة الفيتنامية التي تعني «فطر»، وبالتالي nấm linh chi هو ما يعادل «فطر لينجزي».